# Żukowo
Żukowoⓘ (em cassúbio: Żukòwò; em alemão: Zuckau; em latim: Sucovia) é um município no norte da Polônia. Pertence à voivodia da Pomerânia, no condado de Kartuzy, às margens do rio Radunia. É a sede da comuna urbano-rural de Żukowo e está incluído na aglomeração da Tricidade.
Estende-se por uma área de 4,7 km², com 6 723 habitantes, segundo o censo de 31 de dezembro de 2024, com uma densidade populacional de 1 421 hab./km².
Uma aldeia das freiras norbertinas de Żukowo na voivodia da Pomerânia na segunda metade do século XVI.

## Localização

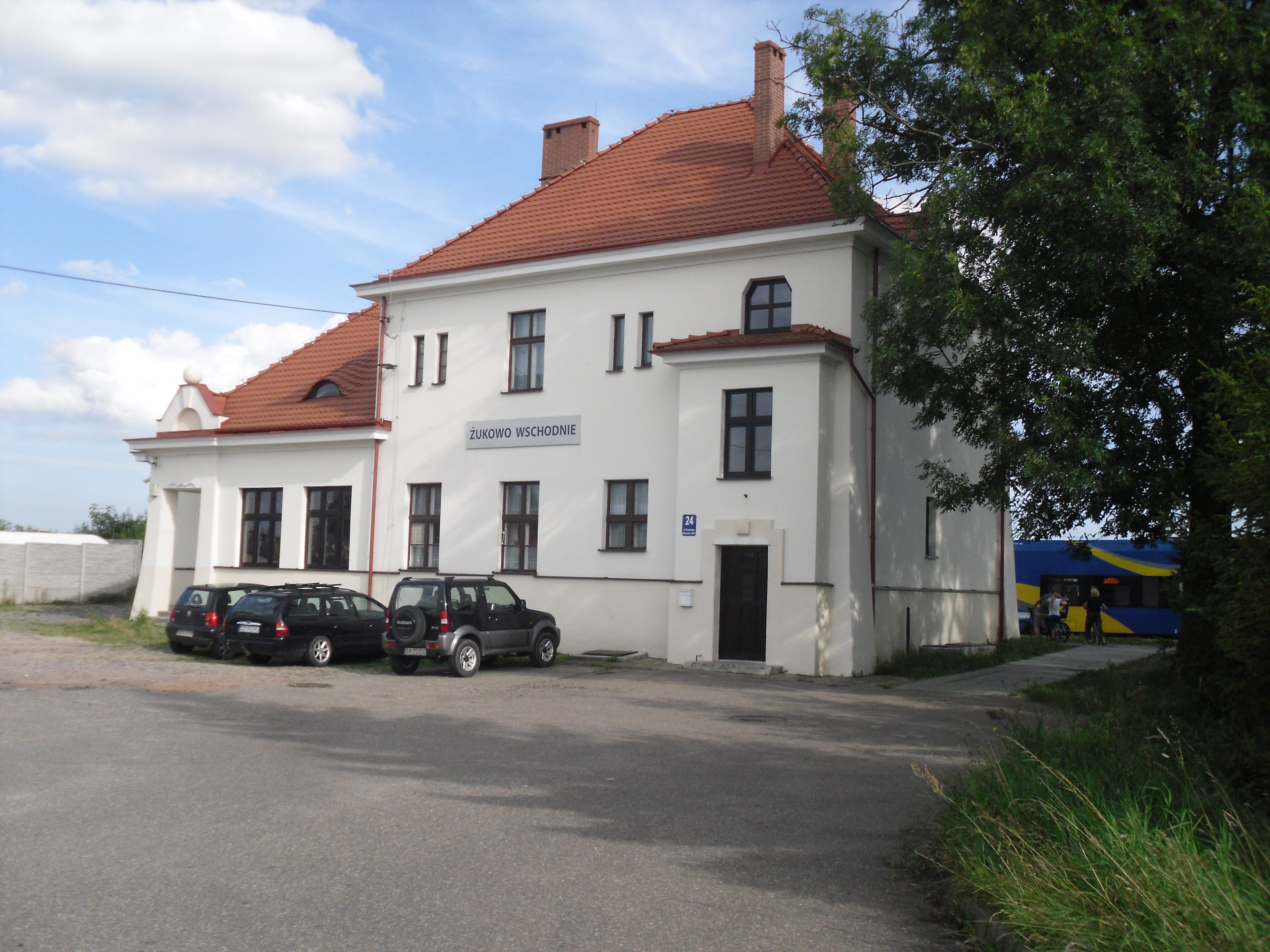
Estação ferroviária de Zhukowo Leste

A cidade está situada na extremidade leste da região do lago Cassúbio, 19 km a sudoeste de Gdansk, na interseção da estrada nacional n.º 20 com a estrada provincial n.º 211. A estrada nacional n.º 7 começa aqui. A linha ferroviária n.º 201 Nowa Wieś Wielka — Porto de Gdynia com a estação ferroviária Żukowo Leste e a parada Żukowo passa pela cidade. A estação Żukowo Oeste na linha ferroviária n.º 229 em 2023 foi reconstruída como parte do desvio de Kartuzy implementado pelas Linhas ferroviárias polonesas PKP.
A cidade é membro da Associação de Transporte Metropolitano da Baía de Gdańsk. A trilha turística azul de Kartuzy passa por Żukowo.
Nos anos de 1975 a 1998, administrativamente, a cidade pertencia à voivodia de Gdansk.
Segundo dados de 31 de dezembro de 2023, a área da cidade era de 4,7 km².

## História

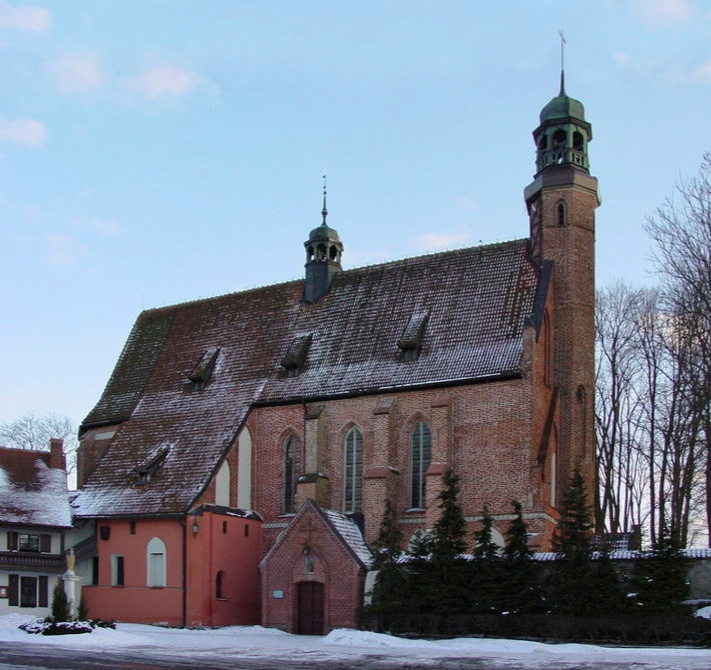
Igreja e mosteiro dos norbertinos

Em 1212, Mściwoj I de Gdansk e sua esposa Zwinisława fundaram um convento norbertino em Żukowo. O privilégio da fundação foi registrado entre 1212 e 1214, o que deve ser considerado a data de fundação da aldeia. Na igreja norbertina, uma referência manuscrita às origens de Żukowo em polonês está pendurada na parede perto da entrada. O mosteiro de Żukowo existiu até 20 de novembro de 1834, quando foi abolido pelas autoridades prussianas.
As freiras norbertinas foram particularmente importantes para o ensino em Żukowo de bordados cassúbios (seus elementos característicos podem ser vistos no brasão da cidade), que continua até hoje. As bordadeiras mais conhecidas de Żukowo foram as irmãs Jadwiga e Zofia Ptach e Maria Nowicka, além de Wanda Dzierzgowska e Bernadeta Reglińska. O museu paroquial local tem uma exposição de bordados cassúbios e outros adereços relacionados à vida da igreja local e dos habitantes.
Em 1920, o primeiro prefeito polonês foi Florian Poćwiardowski, de Poznań.
Żukowo tem direitos municipais desde 1 de janeiro de 1989.
Há dois monumentos naturais na cidade, na forma de dois carvalhos com mais de 500 anos.
Em 1948, um cemitério de soldados soviéticos mortos na chamada Operação Pomerânia foi construído na cidade.

## Demografia
Conforme os dados do Escritório Central de Estatística da Polônia (GUS) de 31 de dezembro de 2024, Żukowo é uma cidade pequena com uma população de 6 723 habitantes (28.º lugar na voivodia da Pomerânia e 483.º na Polônia), tem uma área de 4,7 km² (38.º, último lugar na voivodia da Pomerânia e 886.º lugar na Polônia) e uma densidade populacional de 1 421 hab./km² (18.º lugar na voivodia da Pomerânia e 145.º lugar na Polônia). Entre 2002–2024, o número de habitantes aumentou 10,5%.
Os habitantes de Żukowo constituem cerca de 4,35% da população do condado de Kartuzy, constituindo 0,28% da população da voivodia da Pomerânia.
| Descrição                         | Total      | Total   | Mulheres   | Mulheres | Homens     | Homens  |
| --------------------------------- | ---------- | ------- | ---------- | -------- | ---------- | ------- |
| unidade                           | habitantes | %       | habitantes | %        | habitantes | %       |
| população                         | 6 723      | 100     | 3 387      | 50,4     | 3 336      | 49,6    |
| área                              | 4,7 km²    | 4,7 km² | 4,7 km²    | 4,7 km²  | 4,7 km²    | 4,7 km² |
| densidade populacional (hab./km²) | 1 421      | 1 421   | 716,2      | 716,2    | 704,8      | 704,8   |

## Monumentos históricos

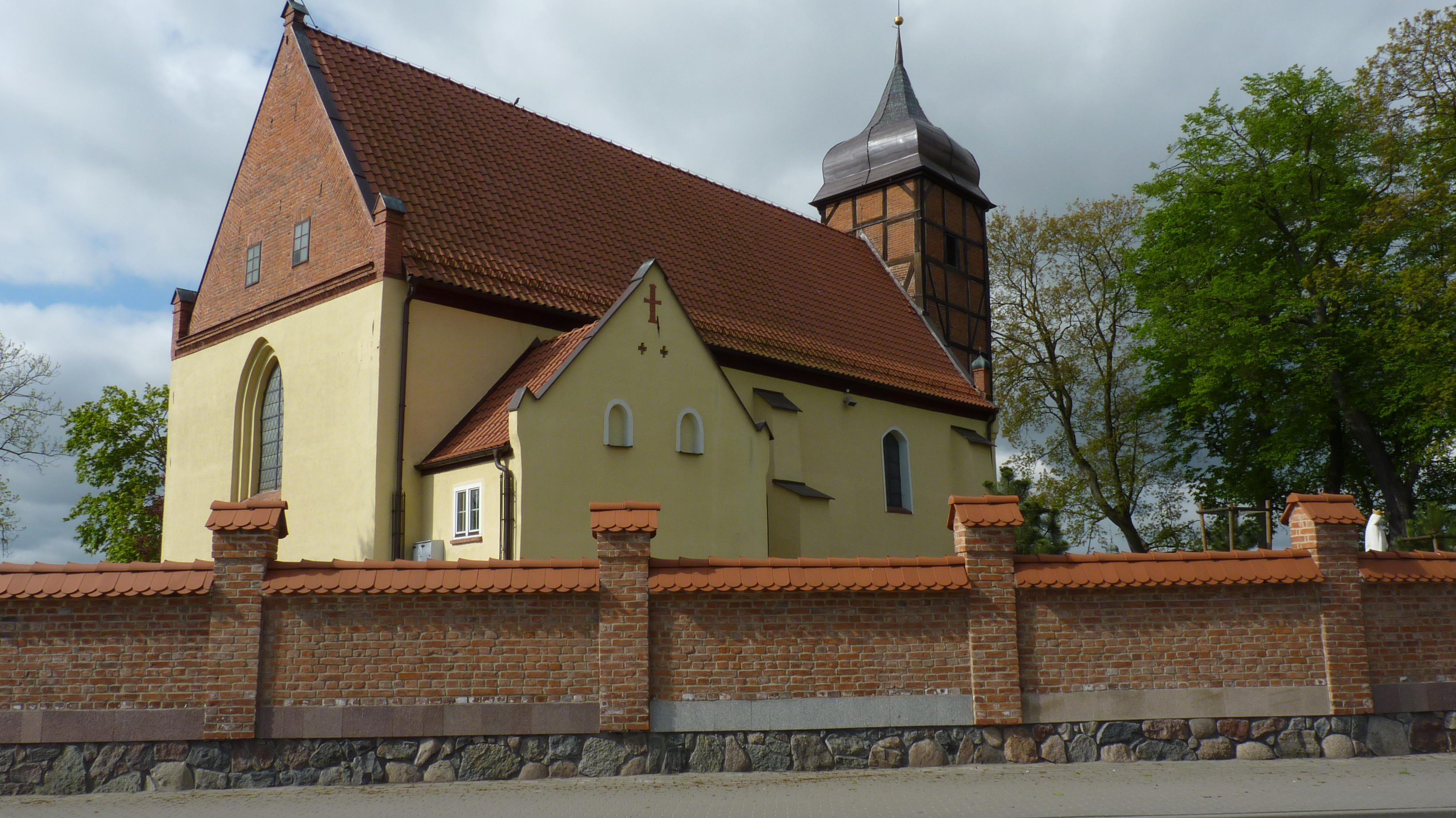
Igreja de São João Batista

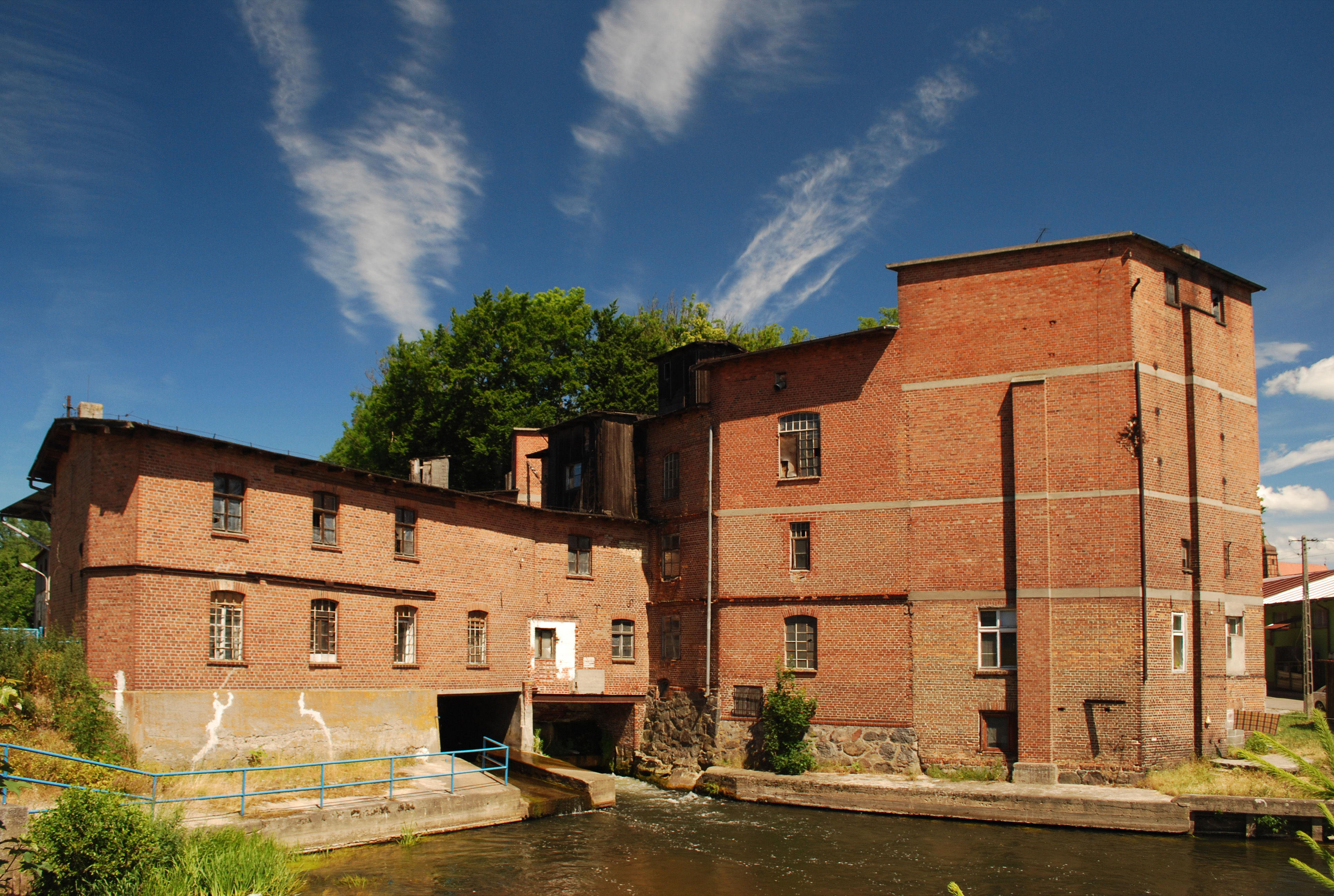
Moinhos na antiga propriedade dos norbertinos

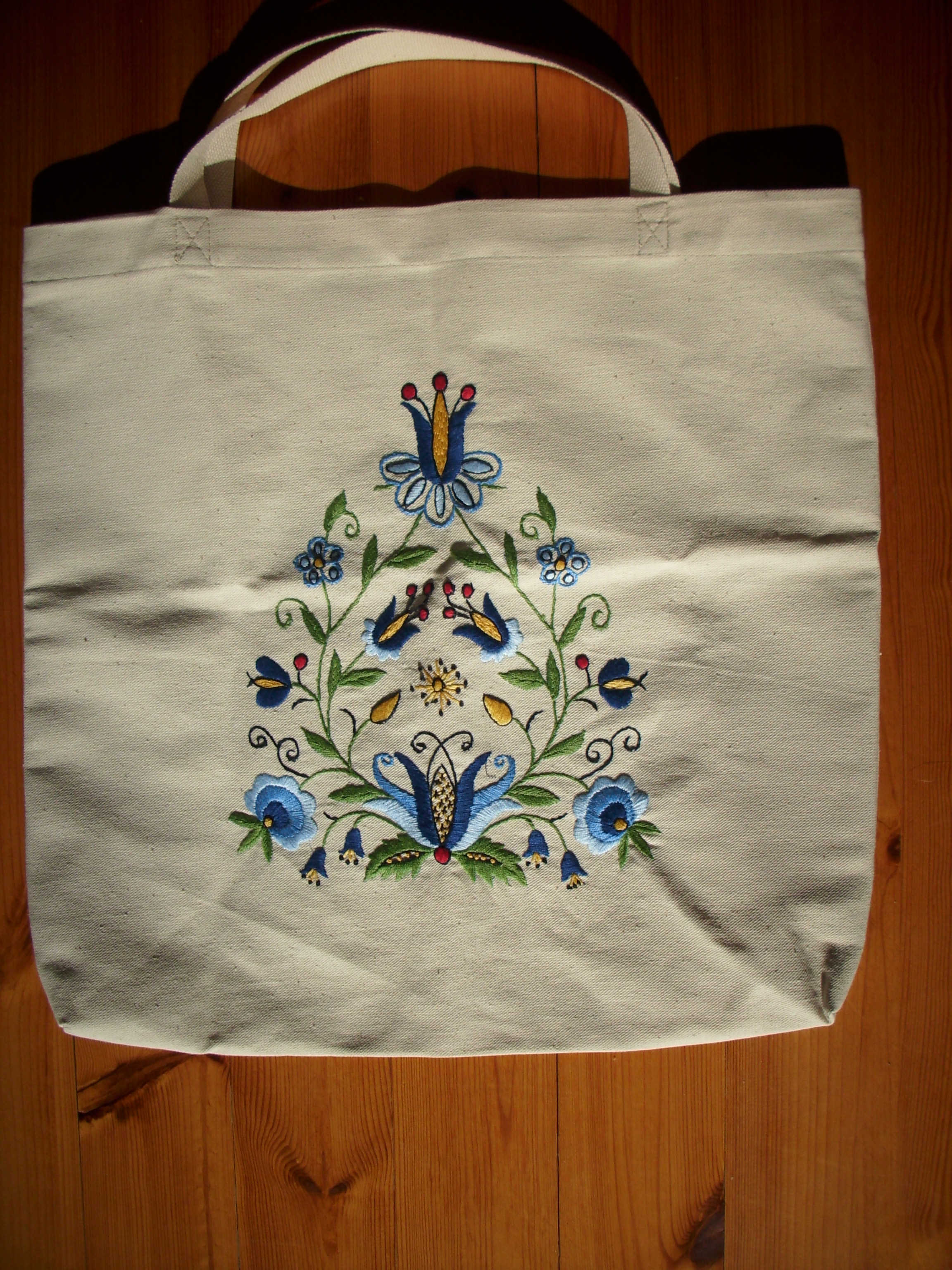
Bordado cassúbio em uma sacola de compras

- Igreja da Assunção da Bem-Aventurada Virgem Maria, da Ordem norbertina, do século XIII[16]
- Igreja de São João Batista, de 1604
- Capela barroca do cemitério de São João Nepomuceno, de 1754, erguida em memória de nove freiras assassinadas em 1226 pelos prussianos, agora em um cemitério do século XIX
- Moinho de água e uma padaria, que pertenceram aos norbertinos, operando continuamente no mesmo local desde o século XIII
- Ponte ferroviária de aço sobre o rio Słupina, de 1927
- Usina hidrelétrica no rio Radunia, em Rutki, de 1908 a 1911, comissionada em 19 de outubro de 1910. Nas proximidades, há uma ponte ferroviária de 30 m de altura.

## Esporte
O GKS Żukowo, que joga na Liga Central de Handebol, joga suas partidas em casa em Żukowo.

## Cultura e entretenimento

### Centros culturais
- Centro de Cultura e Esporte
- Biblioteca municipal

### Eventos cíclicos
- Exposição pós-competição de bordado cassúbio
- Festival paroquial
- Festival de esportes
- Corrida de cross-country
- Verão de música
- Adeus ao verão do Rock, Rock, Rock...

## Comunidades religiosas
- Igreja Católica de Rito Latino:
  - Paróquia da Divina Misericórdia
  - Paróquia da Assunção da Bem-Aventurada Virgem Maria
- Testemunhas de Jeová:
  - Igreja em Żukowo (incluindo um grupo de língua ucraniana) (Salão do Reino de Dzierżążno, rua Kartuska, 8A)